# Железнодорожная улица (Горелово)

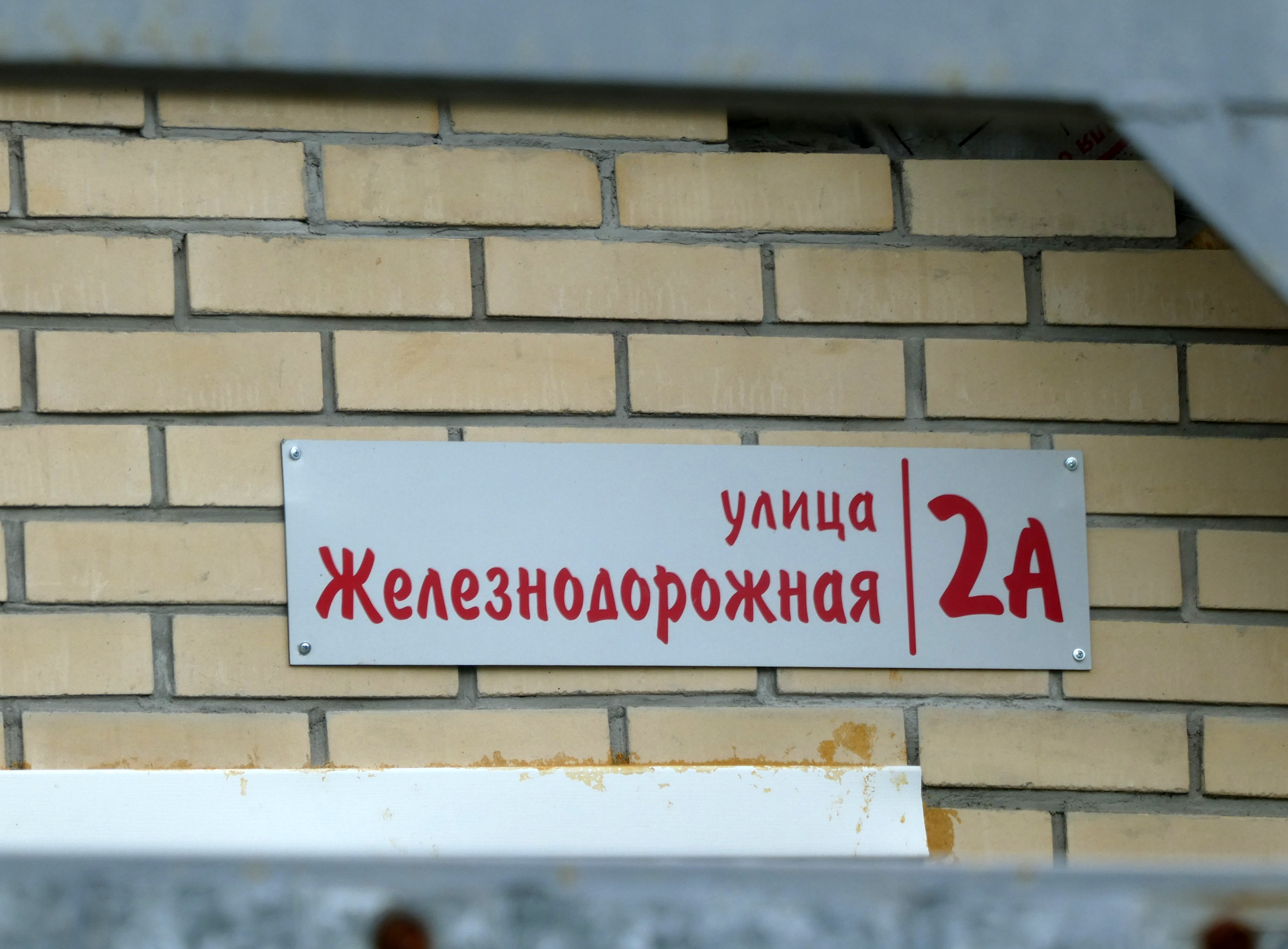
Нумерация дома на территории СНТ «Красный Треугольник»

Железнодоро́жная улица — улица в Красносельском районе Санкт-Петербурга, на территории посёлка Горелово. Официально проходит от Коллективной до Колхозной улицы, однако нумерацию по Железнодорожной улице имеют также дома на территории СНТ «Красный Треугольник», расположенного юго-западнее Коллективной улицы. 

## История
Название улицы возникло в конце 1950-х гг. Оно связано с тем, что улица проходит вдоль Гатчинской линии Октябрьской железной дороги.

## География
Улица проложена в направлении с юга на север. Ширина улицы - 3 метра или 2 полосы движения. Протяжённость — 90 м.

## Транспорт
- Железнолорожная платформа Горелово (100 м)

## Примыкает
с юга на север:
- Коллективная улица
- Аннинское шоссе
- Колхозная улица